# Esquelbecq
Esquelbecq (Flämisch Ekelsbeke) ist eine französische Gemeinde mit 2143 Einwohnern (Stand 1. Januar 2022) im Département Nord in der Region Hauts-de-France. Sie gehört zum Arrondissement Dunkerque und zum Kanton Wormhout.

## Geografie
Die Gemeinde Esquelbecq liegt an der Yser, 14 Kilometer südsüdöstlich von Dünkirchen. Nachbargemeinden von Esquelbecq sind Socx im Norden, Wormhout im Osten, Ledringhem im Süden, Zegerscappel im Westen sowie Crochte und Bissezeele im Nordwesten.

## Bevölkerungsentwicklung
| Jahr      | 1962 | 1968 | 1975 | 1982 | 1990 | 1999 | 2009 | 2020 |
| Einwohner | 1517 | 1559 | 1592 | 1907 | 1979 | 2124 | 2168 | 2125 |

## Sehenswürdigkeiten
- Burg Esquelbecq (13. Jahrhundert)
- Taubenhaus der Burg (1606)
- Garten der Burg (17. Jahrhundert)
- Pförtnerhaus der Burg (1590)
- Hôtel du baillage (1615)
- Kirche Saint-Folquin (10./17. Jahrhundert)
- Maison du Bailli (18. Jahrhundert)

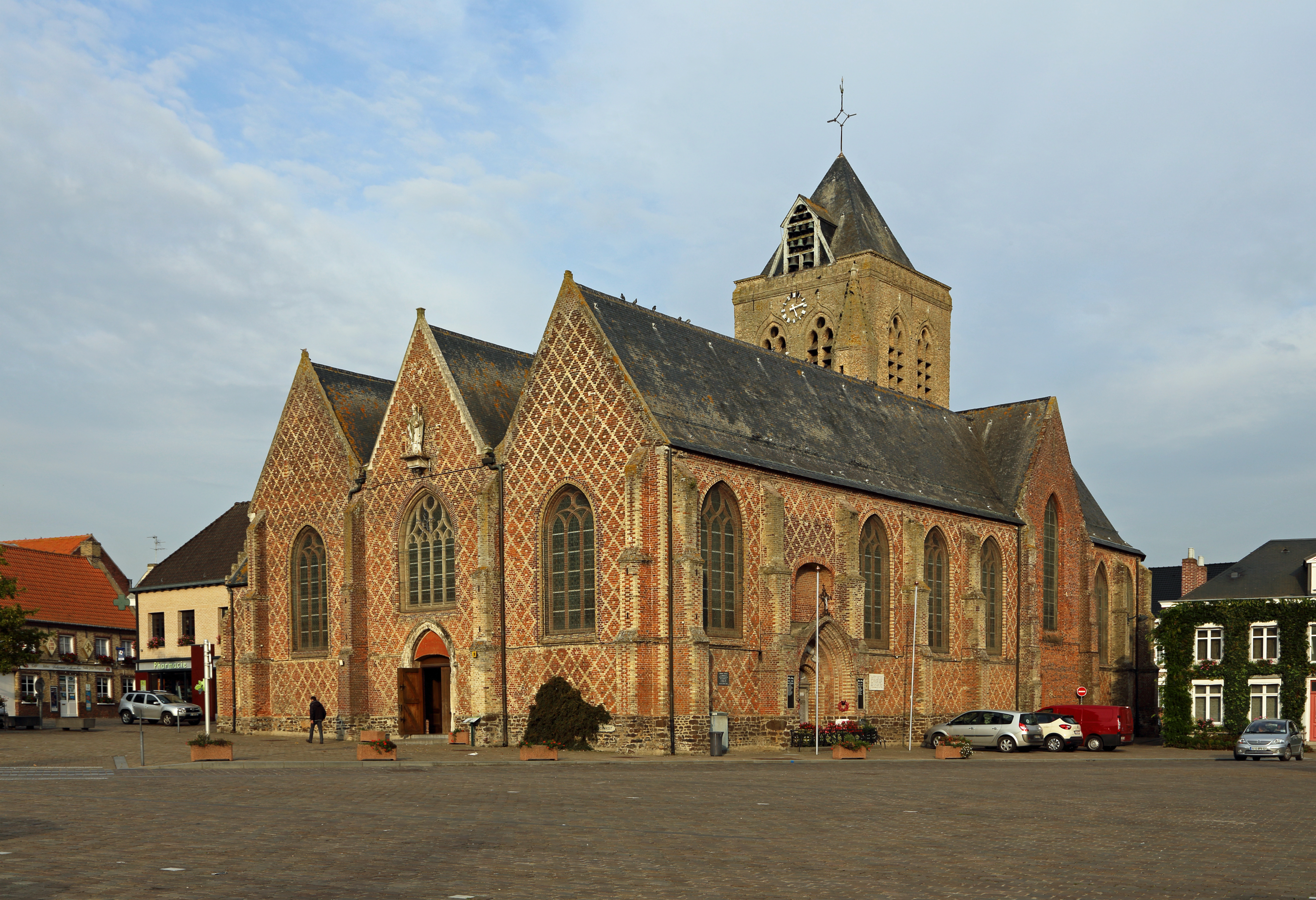
Kirche Saint-Folquin
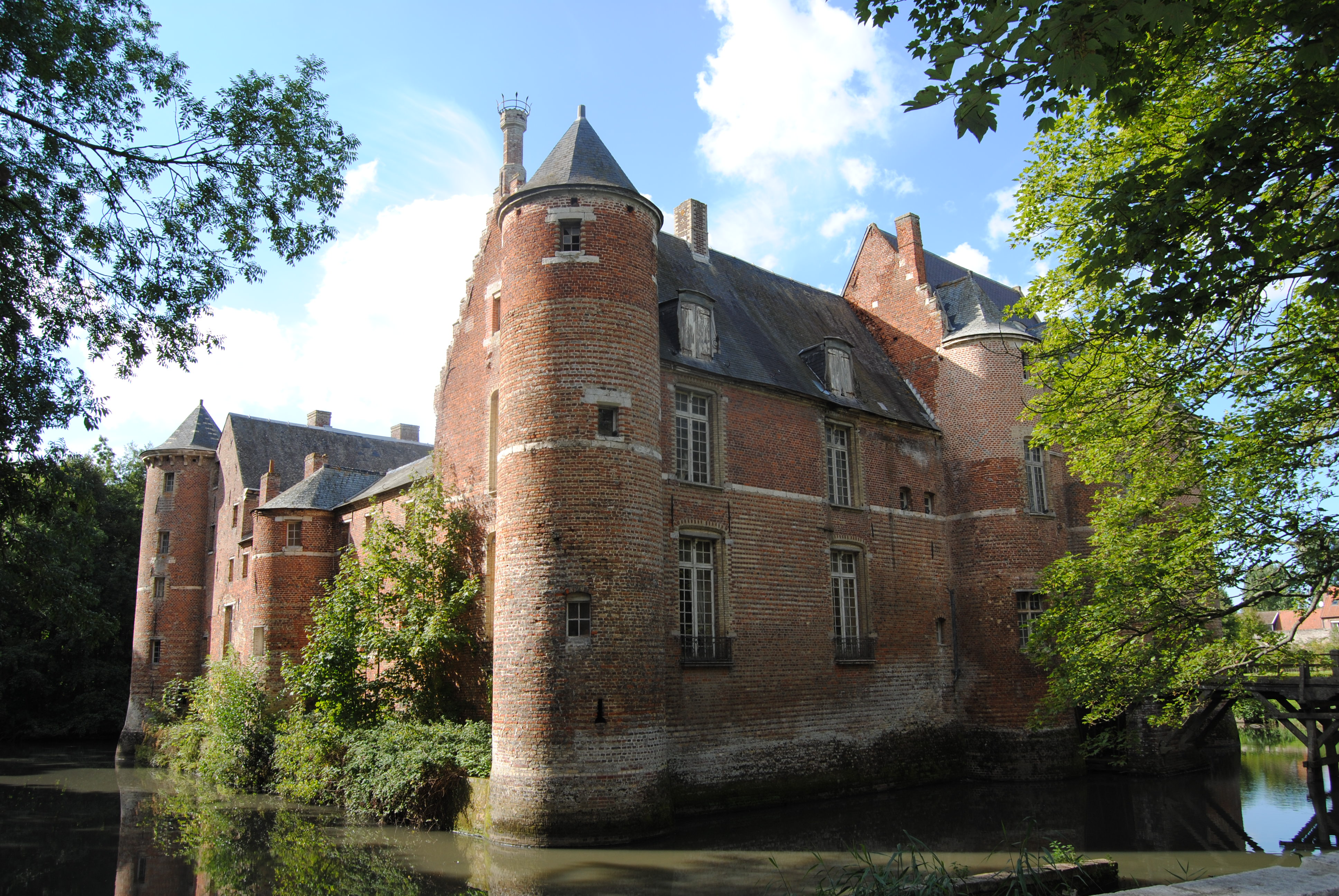
Burg Esquelbecq
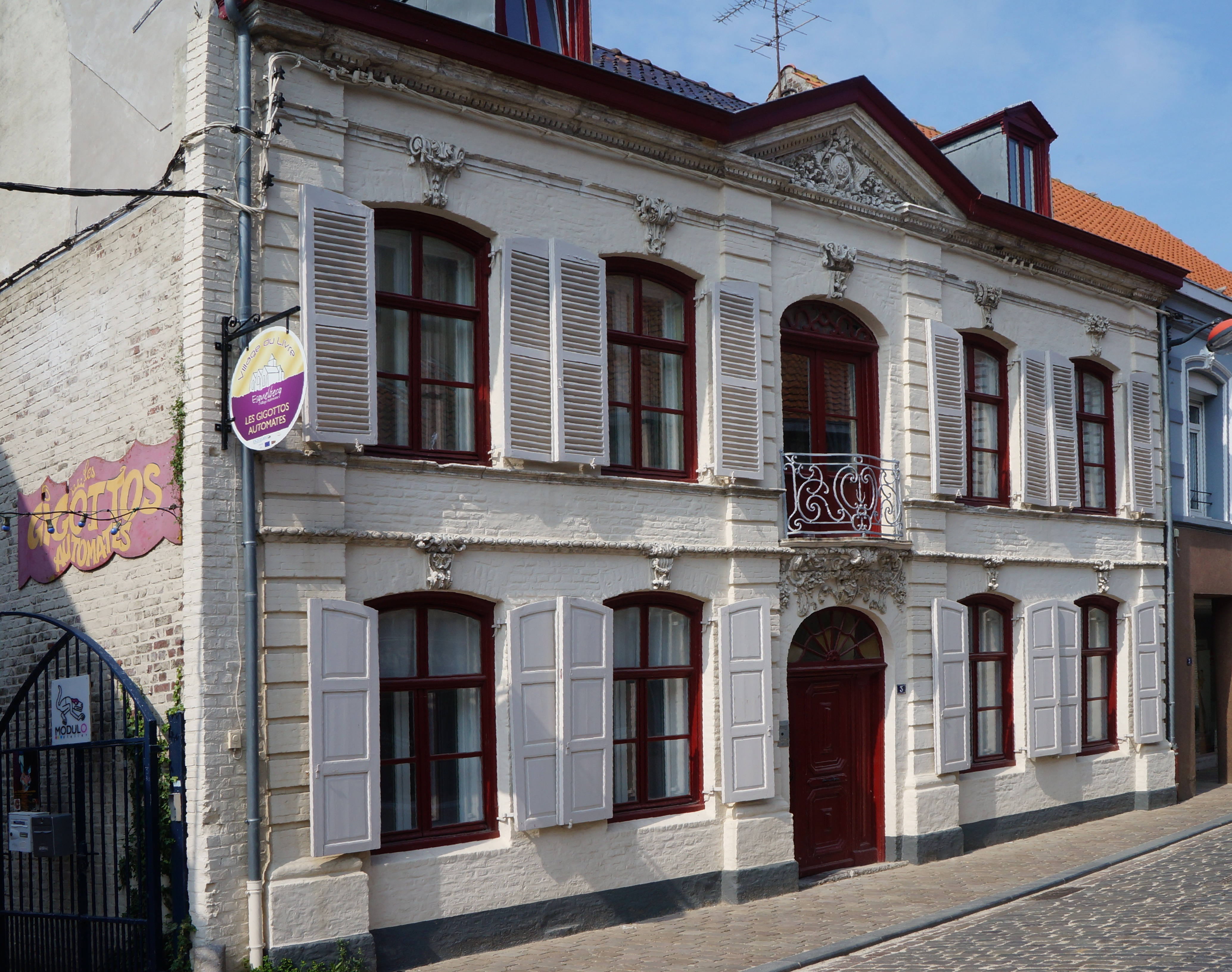
Haus des Chevalier de Guernonval (Monument historique)
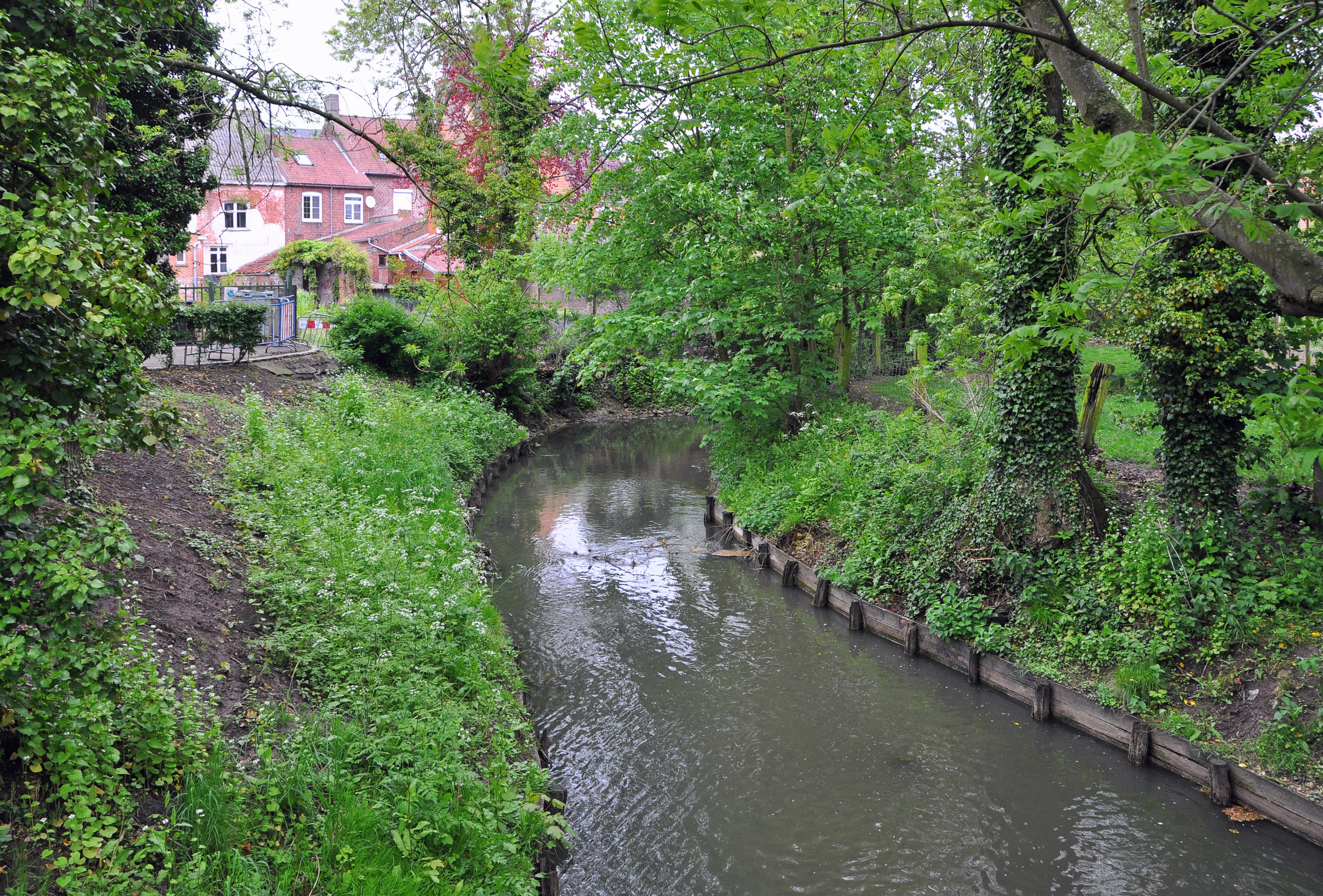
Die Yser in Esquelbecq
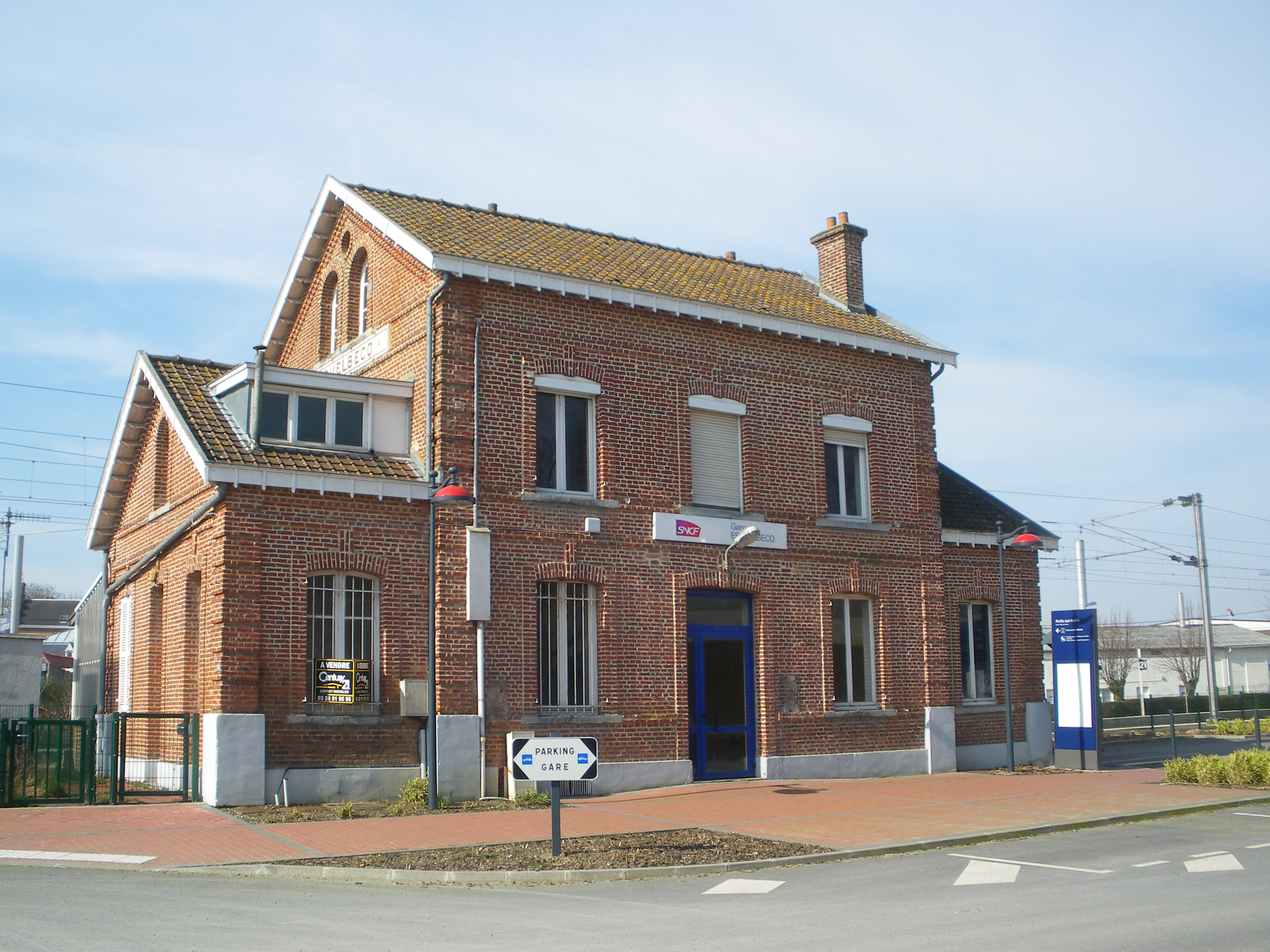
Bahnhof
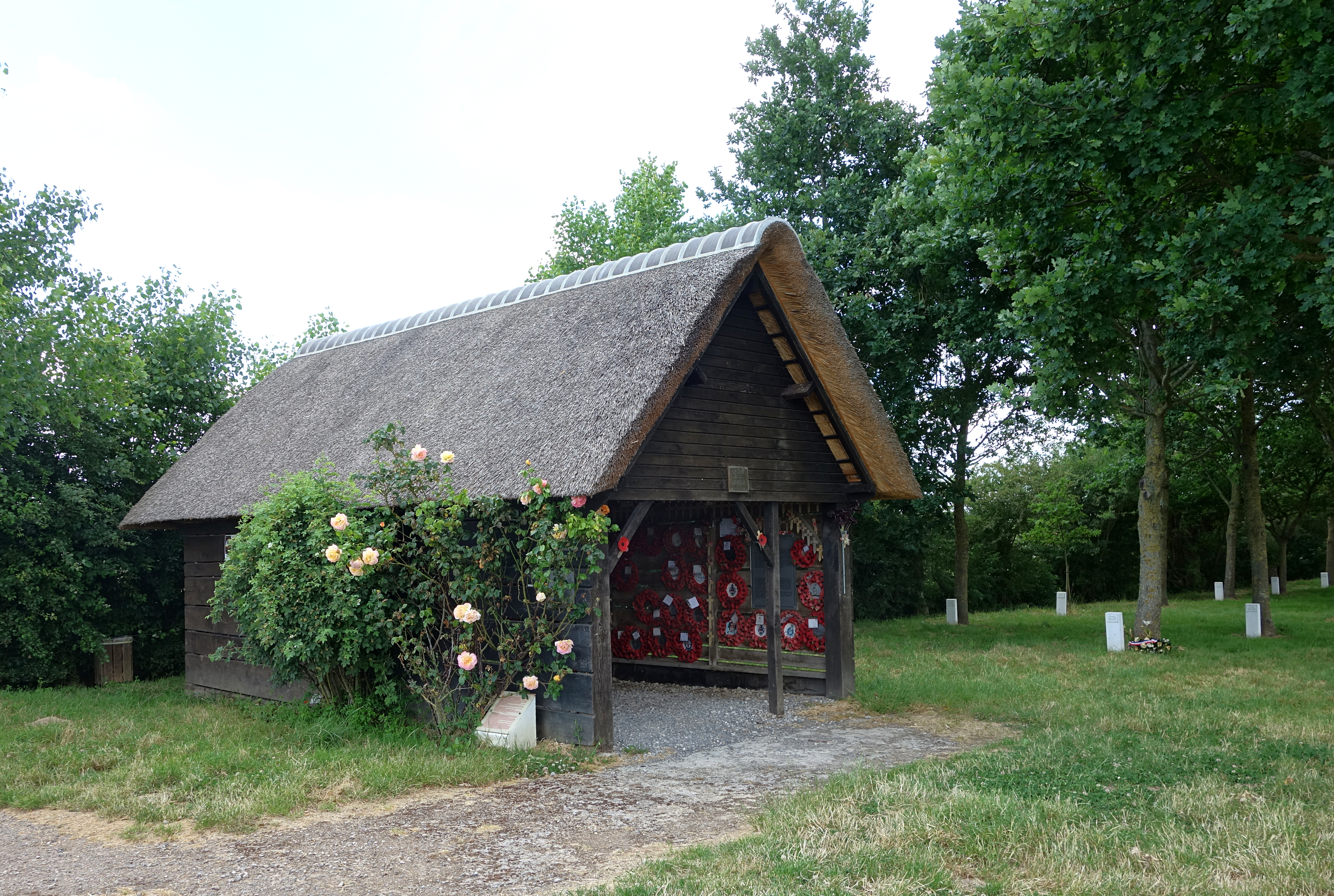
Gedenkscheune des Massakers von Wormhout
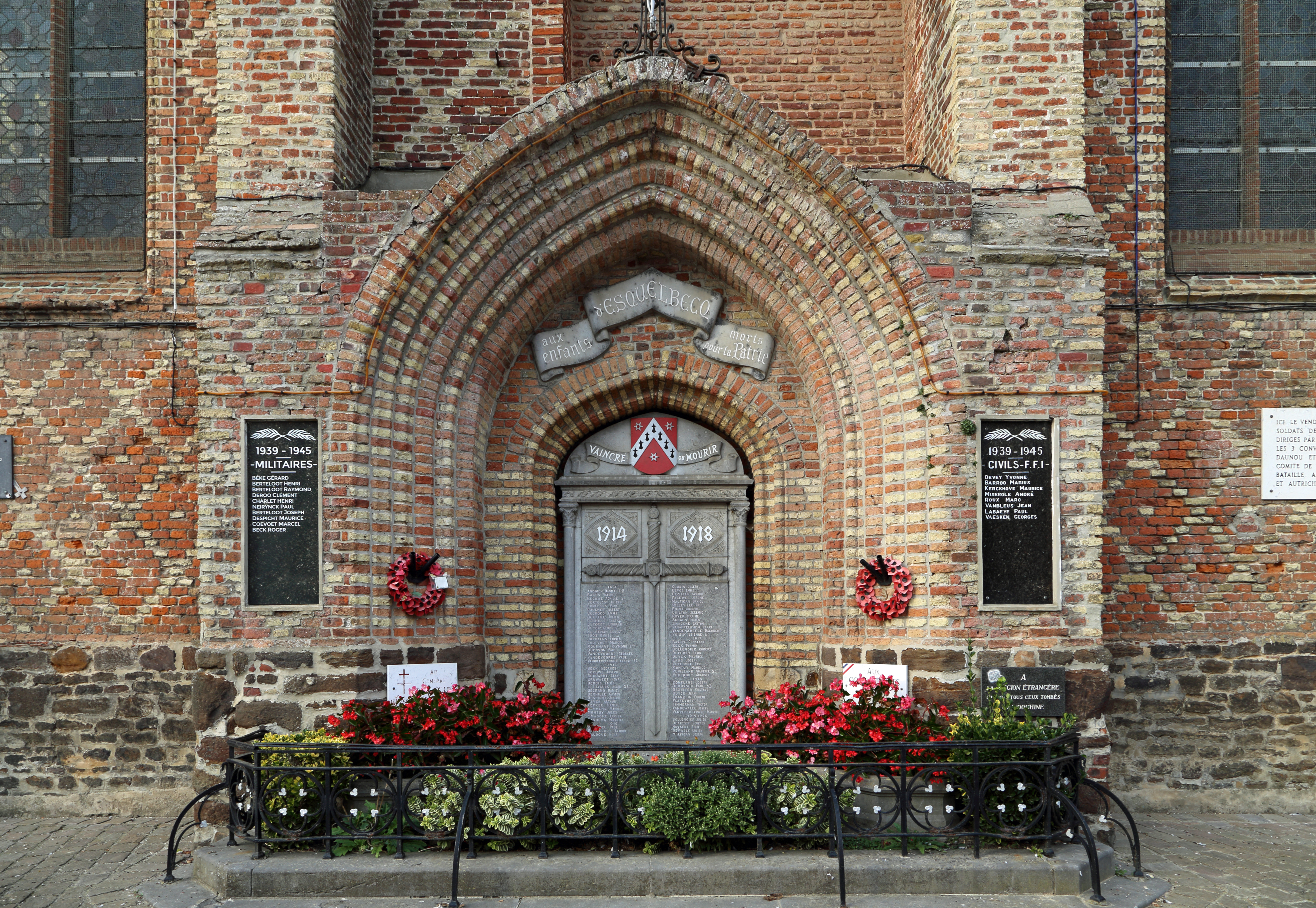
Gefallenendenkmal
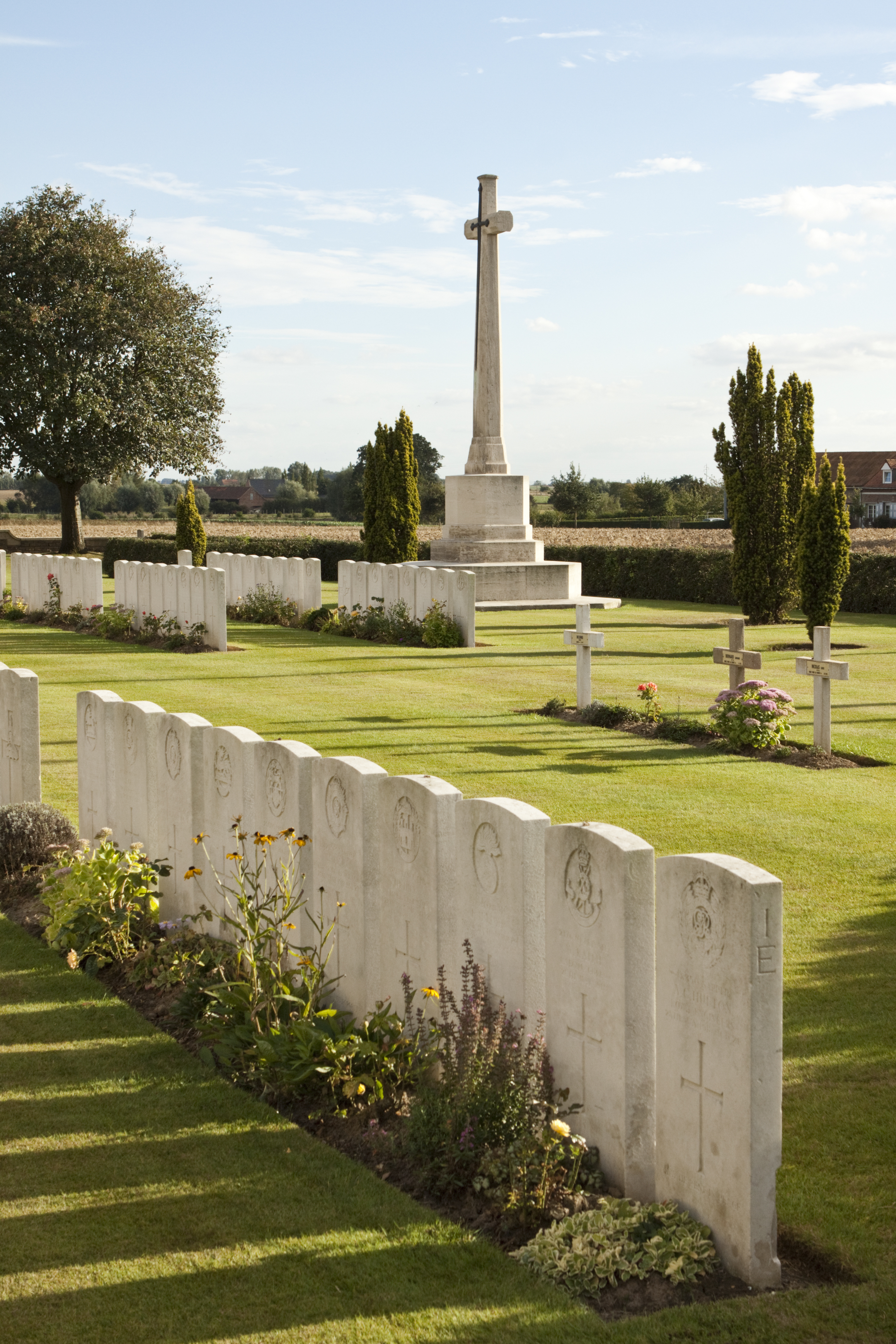
Britischer Soldatenfriedhof

## Persönlichkeiten
- Folcuin, Bischof von Thérouanne, starb in Esquelbecq 855